# Punt (amerikansk fodbold)
 For alternative betydninger, se Punt (flertydig). (Se også artikler, som begynder med Punt)
Et punt er, indenfor amerikansk fodbold, et spark hvor holdets punter sender den ovale bold så langt ned af banen som muligt, med det formål at give modstanderholdet en så dårlig udgangsposition som muligt forud for deres angrebsserie.
Et punt finder i langt de fleste tilfælde sted på det angribende holds 4. down, hvor holdet ikke tør risikere ikke at få en ny 1. down, og dermed tabe bolden i en dårlig position. Puntet er en ideel måde at give det andet hold en dårlig udgangsposition.